# ヴァスーラ・リデン
ヴァスーラ・リデン（Vassula Rydén、1942年1月18日 - ）は、著述家、神秘家である。
1942年、エジプトでギリシャ正教徒の家族のもとに生まれた。幼少のころに二つの預言的な夢を見たといい、また1985年よりイエス・キリストのヴィジョンを受けているという。彼女は受けたそのメッセージを「神のうちの真のいのち」（かみのうちのまことのいのち）と呼ばれる本に著した。メッセージを記した107冊のノートは「神のうちの真のいのち」シリーズとして12巻に分けられたが、現在では「神のうちの真のいのち」として一冊の本にまとめられており、ボランティアの手によって42の言語に翻訳出版されている（日本語版では全10巻の分冊）。
1989年以来、ヴァスーラは87か国で1100回を超える講演を行っている。(アメリカ合衆国では90回以上)
彼女は著作と講演旅行による出版印税、講演料、あらゆる種類の報酬を一切受け取っていない。

## 略歴
ヴァスーラ・リデンはエジプトに移住したギリシャ人の両親の娘として、1942年1月18日、カイロ郊外のヘリオポリスで生まれた。エジプトの学校に通いはじめ、15歳の時ヨーロッパに移住した。
まだ若かった頃から、サタンによる恐ろしい悪夢を体験する。10歳から12歳の頃、神秘的な体験をしており、その中にはイエス・キリストと霊的な結婚をするというものもあった。10代のあいだに何度か、死者の霊魂（煉獄の霊魂）たちが彼女を取り囲んでいるのを見たという。その後、彼女は宗教的な事柄に対し無関心になっていった。
1966年11月、彼女はスイスのローザンヌ市のギリシャ正教の教会でルター派の男性と民法上の結婚（つまり、正教会の婚配機密には当たらない）するが、のち1980年11月にスウェーデンで離婚した。1981年6月、現在の夫、スウェーデン国教会（ルター派）信徒のペル・リデンと民法上の結婚をする。1991年10月31日、ローザンヌ市のギリシャ正教会でこの結婚を教会法上の正規のものとし、宗教的な結婚式を挙げる。1971年と1976年に生まれた2人の息子を持つ。彼女は自身をギリシャ正教徒であると表明している。多言語を話すが、日常的には英語を使っている。

## 「神のうちの真のいのち」
1985年11月の終わり、バングラデシュに住んでいた頃、自分を「守護の天使ダニエル」だとする目に見えない存在がヴァスーラに接触してきたという。この存在は、ヴァスーラの手を取って動かし、言葉を書き絵を描くことで自分自身を表し、その最中でも、ヴァスーラは手を自分でコントロールすることができる。こういった方法で、ヴァスーラは英語で「メッセージ」を受け取り始めた。この導きによる「口述筆記」は、通常1日に4時間から6時間におよぶ。
啓示の当初、ヴァスーラは自身に起きていることが本当に神からのものかどうか、なんども疑いを抱いた。多くの司祭、牧師から預言の真正性を疑われ、悪魔による仕業だと告げられたからである。あるとき、ヴァスーラはあるカトリックの司祭の前で啓示されるメッセージを書き下ろして見せた。司祭の提案で、ヴァスーラは自分にメッセージを与える存在に「栄光は父と子と聖霊に」と書いてくれるよう頼んだ。実際にそれが書かれると、司祭は怖れ、ヴァスーラの腕を押さえた(書くのを止めさせようとした)。すると司祭はヴァスーラの腕から電気のようなものが流れてくるのを感じ、ヴァスーラに触れていることが出来なかったと言う。
3ヶ月後、彼女は「父なる神」だとされる別の存在からの短い介入を経験する。「守護の天使ダニエル」は、彼女を清めの期間に服させ、その後「イエス・キリスト」とされる存在が「守護の天使」に取って代わるようになる。この存在はこれまでと同じく、コミュニケーションのために口述筆記の方法を用い、そのメッセージは「神のうちの真のいのち」と呼ばれた。時おり「聖母マリア」「大天使聖ミカエル」「聖ピオ神父」など他の者による介入も見られる。
メッセージの内容は宗教的なもので、カトリック教会と正教会の教え、また聖書のテキストの復興といった種のもの。主なテーマは次のようなものである。「キリスト者の一致」「教皇への忠実」「マリアを神の母と信じ崇敬すること」「聖体へのキリストの現存を信じること」「ロザリオを祈ること」「"清め"の時が近づいていること」「キリスト者の分裂に終止符を打ち、さらに諸宗教にまで及ぶ一致を確実なものとするために、このメッセージを知らせること」
特にヴァスーラはキリスト者の真の一致(教義を混ぜたり変えたりする偽りの一致ではなく、心を合わせて互いのために祈る、真の一致であるとする)を実現させるため力を入れており、エキュメニカルな集会を幾度も開いている。
その反面、メッセージの中には偽のエキュメニズムに対する警告もいくつか含まれている。
1990年1月10日のメッセージで、キリスト者の一致がまもなく、夜明けとともに訪れると書かれている。
「そして一致はあけぼののように訪れ、それは共産主義の崩壊のように突然訪れるでしょう。それは神によって与えられ、くに民は偉大な奇跡、歴史上の祝された日と銘打つでしょう。」
今日までに、書かれたもの（何千ページにも及ぶ）は42の言語に翻訳出版されている。ヴァスーラはこれはチャネリングや降霊術による自動書記といった類のものではなく、メッセージの真の著者はイエス・キリストであるとしている。マルセイユの祓魔師（エクソシスト）であるクリスチャン・カーティ神父（コンベンツァル聖フランシスコ会）は、ヴァスーラの受け取っているものは「ヒエラティック体」（聖なる書体、の意）で書かれていると説明している。

## カトリック教会の対応
1995年、ローマ・カトリック教会はこの著作に対して公告において否定的な見解を示し、いくつかの否定的な要素と誤りを指摘した。しかしこの後、ヴァスーラによる同省への要望により新たに調査が行われ、ヴァスーラはそのメッセージについて、また聖書と教会の聖なる伝統とメッセージとの関連について、5つの質問に答えるよう求められた。この対話の最後、当時の信仰教理省長官H.E.ヨセフ・ラッツィンガー長官（名誉教皇ベネディクト16世） は、2004年7月10日付けで、ヴァスーラに否定的だった5つの司教会議に対して手紙を書き「ヴァスーラ・リデン夫人は役立つ釈明を提示しています」とした。のちにこの通達が現在も有効か尋ねられたラッツィンガー長官は「状況は修正された」と発言した。
 2005年11月28日、『神のうちの真のいのち』は教導権による出版許可（Imprimatur）と無害証明（Nihil Obstat）という公式な教会による承認の証明を享受している。これは、当該著作がカトリック教会の教えに照らして、信仰と道徳において反するところが無いという標章である。
ただし全ての司教に対するウィリアム・レヴァダ枢機卿の書簡で、教理省は2007年1月25日に、公的な警告を発表している。

## 成就した預言
1、ロシアが主の変容の祝日に共産主義から復活したこと。
2、9.11テロ事件。
3、2004年12月26日に起きたマグニチュード9.2の地震。
4、スマトラ島を襲った津波。
5、地球全体が1cm揺れ動いて一瞬静止し、通常の地軸から外れた。島々は本来の位置から数メートル移動した。そのうちの一つは完全に消え去ったと思われたが、のちに別の場所で再発見された。(3と4が起きたとき、科学者たちによればこれらが実際に起こったという)
5、ギリシャの経済的打撃 。
6 、 アメリカのミッドウエスト地域で隕石が目撃されたこと。
7、 アイスランドのエイヤフィヤットラヨークトル火山が噴火したこと。

### 日本語
- 「神のうちの真のいのち」公式サイト
- 天使館
- Voxdomini

### 英語
- Official website of the True Life in God association
- Vassula & the Notification
- The Notification (EWTN)
- Critical website from a former reader
- Review of TLIG and Vassula - True or False?
- Discussion list on Vassula and True Life in God
- Video material of Vassula's witnessing
- Web Log Notification
- Is it Catholic?
- Claims of Private Revelation: true or false?